# Akechi-Linie
| Speisewagen des Taishō Roman Gō in Iwamura |                   |                            |                       |
| Streckenlänge: | 25,1 km           |                            |                       |
| Spurweite: | 1067 mm (Kapspur) |                            |                       |
| Streckengeschwindigkeit: | 60 km/h           |                            |                       |
| Zweigleisigkeit: | nein              |                            |                       |
| |                   |                            |                       |
| Gesellschaft: | Akechi Tetsudō    |                            |                       |
| \| \| 0,0 \| Ena (恵那) \| 1902– \| \| \| \| ← Straßenbahn Iwamura \| 1906–1935 \| \| \| \| Agi-gawa \| \| \| \| \| Ōi-Linie \| 1922–1940 \| \| \| \| Chūō-Hauptlinie \| 1902– \| \| \| 2,6 \| Higashino (東野) \| 1933– \| \| \| \| Agi-gawa \| \| \| \| 7,6 \| Iinuma (飯沼) \| 1933– \| \| \| \| Iinuma-Tunnel (190 m) \| \| \| \| \| Noda-Tunnel (160 m) \| \| \| \| 9,9 \| Agi (阿木) \| 1933– \| \| \| \| Agi-gawa \| \| \| \| 12,7 \| Iibama (飯羽間) \| 1959– \| \| \| 13,7 \| Gokuraku (極楽) \| 2008– \| \| \| 15,0 \| Iwamura (岩村) \| 1934– \| \| \| 18,3 \| Hanashiro-Onsen (花白温泉) \| 1967– \| \| \| 19,7 \| Yamaoka (山岡) \| 1934– \| \| \| 23,1 \| Noshi (野志) \| 1994– \| \| \| 25,1 \| Akechi (明智) \| 1934– \| |                   |                            |                       |
| U-Bahn-Kopfbahnhof Streckenende und quer (Strecke außer Betrieb) · Bahnhof | 0,0               | Ena (恵那)                 | 1902–                 |
| Strecke |                   | ← Straßenbahn Iwamura      | 1906–1935             |
| Brücke über Wasserlauf |                   | Agi-gawa                   | Agi-gawa              |
| Abzweig geradeaus und ehemals nach links |                   | Ōi-Linie                   | 1922–1940             |
| Abzweig geradeaus und nach rechts |                   | Chūō-Hauptlinie            | 1902–                 |
| Haltepunkt / Haltestelle | 2,6               | Higashino (東野)           | 1933–                 |
| Brücke über Wasserlauf |                   | Agi-gawa                   | Agi-gawa              |
| Haltepunkt / Haltestelle | 7,6               | Iinuma (飯沼)              | 1933–                 |
| Tunnel |                   | Iinuma-Tunnel (190 m)      | Iinuma-Tunnel (190 m) |
| Tunnel |                   | Noda-Tunnel (160 m)        | Noda-Tunnel (160 m)   |
| Bahnhof | 9,9               | Agi (阿木)                 | 1933–                 |
| Brücke über Wasserlauf |                   | Agi-gawa                   | Agi-gawa              |
| Haltepunkt / Haltestelle | 12,7              | Iibama (飯羽間)            | 1959–                 |
| Haltepunkt / Haltestelle | 13,7              | Gokuraku (極楽)            | 2008–                 |
| Bahnhof | 15,0              | Iwamura (岩村)             | 1934–                 |
| Haltepunkt / Haltestelle | 18,3              | Hanashiro-Onsen (花白温泉) | 1967–                 |
| Haltepunkt / Haltestelle | 19,7              | Yamaoka (山岡)             | 1934–                 |
| Haltepunkt / Haltestelle | 23,1              | Noshi (野志)               | 1994–                 |
| Kopfbahnhof Streckenende | 25,1              | Akechi (明智)              | 1934–                 |

Die Akechi-Linie (明知線; Akechi-sen) ist eine Eisenbahnstrecke auf der japanischen Insel Honshū, die von der Bahngesellschaft Akechi Tetsudō betrieben wird. In der gebirgigen Region Tōnō der Präfektur Gifu verbindet sie mehrere Ortschaften der weitläufigen Gemeinde Ena miteinander.

## Streckenbeschreibung
Die nicht elektrifizierte Stichstrecke ist 25,1 km lang, in Kapspur (1067 mm) verlegt und eingleisig. Es werden elf Bahnhöfe bedient, die Höchstgeschwindigkeit beträgt 60 km/h. Ihr nördlicher Ausgangspunkt ist der Bahnhof Ena an der Chūō-Hauptlinie. Sie überquert zusammen mit dieser zunächst den Fluss Agi und zweigt dann in südlicher Richtung ab. Über Iwamura verläuft sie durch sehr hügeliges und dicht bewaldetes Terrain, wobei sie mehrere Seitentäler des Agi quert, was unter anderem den Bau zweier kurzer Tunnel erforderlich machte. Schließlich erreicht sie den Bahnhof Akechi im gleichnamigen Ortsteil.

## Zugangebot
Täglich fahren zwölf Nahverkehrszüge im Einmannbetrieb und mit Halt an allen Zwischenbahnhöfen von Ena nach Akechi und zurück. Es besteht kein fester Taktfahrplan; die Fahrten finden ungefähr alle 60 bis 90 Minuten statt und sind auf Anschlüsse in Richtung Nagoya ausgerichtet. Zusätzlich verkehrt täglich über die Mittagszeit (ausgenommen montags) der touristisch ausgerichtete Expresszug Taishō Roman Gō (大正ロマン号). Er hält nur an den größeren Bahnhöfen und führt einen reservierungspflichtigen Speisewagen, der je nach Saison einem bestimmten kulinarischen Thema gewidmet ist. Auf dem Gelände des Bahnhofs Akechi finden an einzelnen Wochenenden Präsentationen von Dampflokomotiven statt (inkl. Mitfahrgelegenheiten).

## Bilder

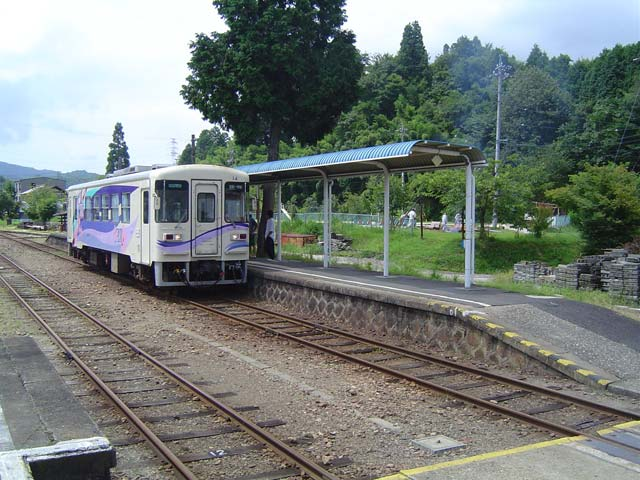
Bahnhof Iwamura mit Triebwagen der Baureihe Akechi 10
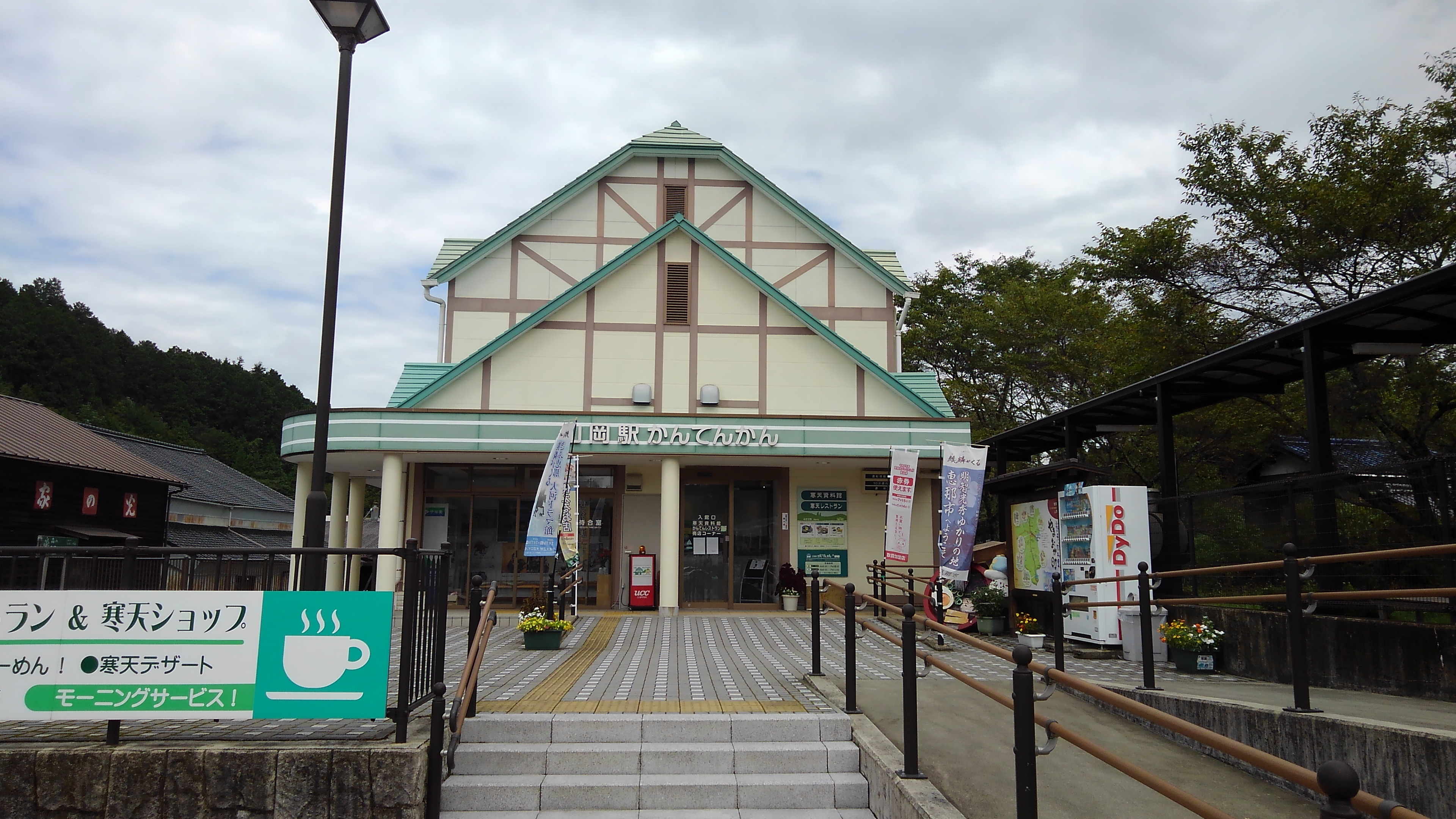
Bahnhof Yamaoka
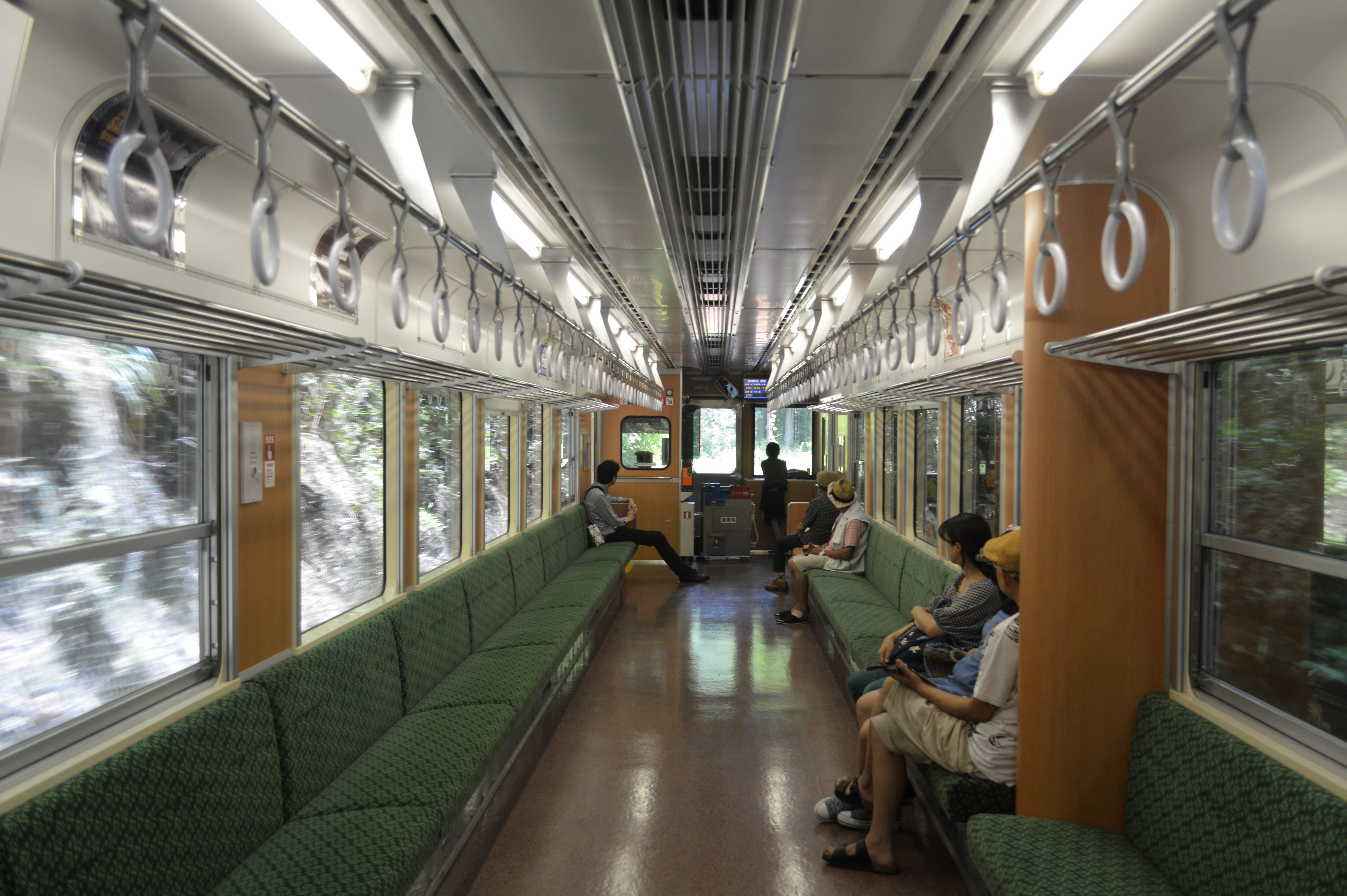
Innenansicht eines Triebwagens der Baureihe Akechi 100
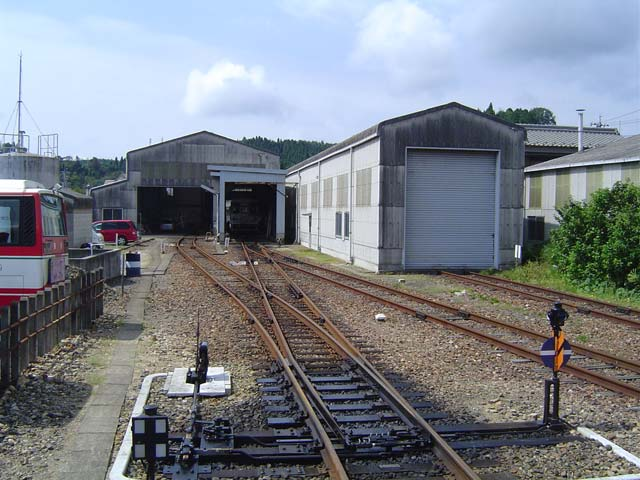
Depot beim Bahnhof Akechi

## Geschichte
Im Anhang des im Jahr 1922 verabschiedeten Eisenbahnbaugesetzes war auch eine Strecke enthalten, die den Bahnhof Ōi (heute Ena) in der Präfektur Gifu mit Kakegawa in der Präfektur Shizuoka verbinden sollte. Obwohl keine festgelegte Frist für die Verwirklichung bestand, setzte sich der Parlamentsabgeordnete Furuya Yoshitaka dafür ein, dass zumindest das in der Präfektur Gifu gelegene Teilstück möglichst rasch umgesetzt wird. Am 24. Mai 1933 nahm das Eisenbahnministerium das erste Teilstück zwischen Ōi und Agi in Betrieb. Es folgten Agi–Iwamura am 26. Januar 1934 und Iwamura–Akechi am 24. Juni 1934. Die seit 1906 bestehende elektrische Straßenbahn Iwamura zwischen Ōi und Iwamura wurde 1935 wegen des Parallelverkehrs stillgelegt.
Die Fortsetzung in Richtung Kakegawa wurde nie gebaut und 1949 ging der Betrieb an die Japanische Staatsbahn über. Da die Akechi-Linie weniger rentabel war als prognostiziert, erwog die Staatsbahn im Jahr 1958, diese nach dem Vorbild der Hakuhō-Linie in der Präfektur Fukushima in eine reine Busstraße umzubauen. Letztlich verzichtete man jedoch darauf, die Idee weiterzuverfolgen. Auch nachdem der Beirat der Staatsbahn 1968 in einem Bericht die Stilllegung empfohlen hatte, blieb die Strecke weiterhin bestehen. Aus Rationalisierungsgründen stellte die Staatsbahn am 1. Februar 1981 den Güterverkehr ein. Als Folge des 1980 verabschiedeten Eisenbahnrestrukturierungsgesetzes empfahl das Verkehrsministerium im September 1981 die Umstellung von 83 defizitären Bahnstrecken auf Busbetrieb, wovon auch die Akechi-Linie betroffen gewesen wäre.
Lokale Behörden wehrten sich dagegen und setzten durch, dass die Akechi-Linie an eine neu zu gründende „Bahngesellschaft des dritten Sektors“ übertragen wird. Am 16. November 1985 trat die Staatsbahn die Strecke an die Akechi Tetsudō ab, die seither für den Betrieb zuständig ist. Sie richtete zusätzliche Haltestellen ein und begann, mittels Sonderfahrten und verschiedener Aktionen zusätzliche Fahrgäste zu gewinnen, um das Defizit möglichst gering zu halten.

## Liste der Bahnhöfe
| Name                       | km   | Anschlusslinien | Lage   | Ort         |
| -------------------------- | ---- | --------------- | ------ | ----------- |
| Ena (恵那)                 | 00,0 | Chūō-Hauptlinie | Koord. | Ena         |
| Higashino (東野)           | 02,6 |                 | Koord. | Ena         |
| Iinuma (飯沼)              | 07,6 |                 | Koord. | Nakatsugawa |
| Agi (阿木)                 | 09,9 |                 | Koord. | Nakatsugawa |
| Iibama (飯羽間)            | 12,7 |                 | Koord. | Ena         |
| Gokuraku (極楽)            | 13,7 |                 | Koord. | Ena         |
| Iwamura (岩村)             | 15,0 |                 | Koord. | Ena         |
| Hanashiro-Onsen (花白温泉) | 18,3 |                 | Koord. | Ena         |
| Yamaoka (山岡)             | 18,7 |                 | Koord. | Ena         |
| Noshi (野志)               | 23,1 |                 | Koord. | Ena         |
| Akechi (明智)              | 25,1 |                 | Koord. | Ena         |